# 朗根湖
54°9′46″N 10°29′2″E / 54.16278°N 10.48389°E

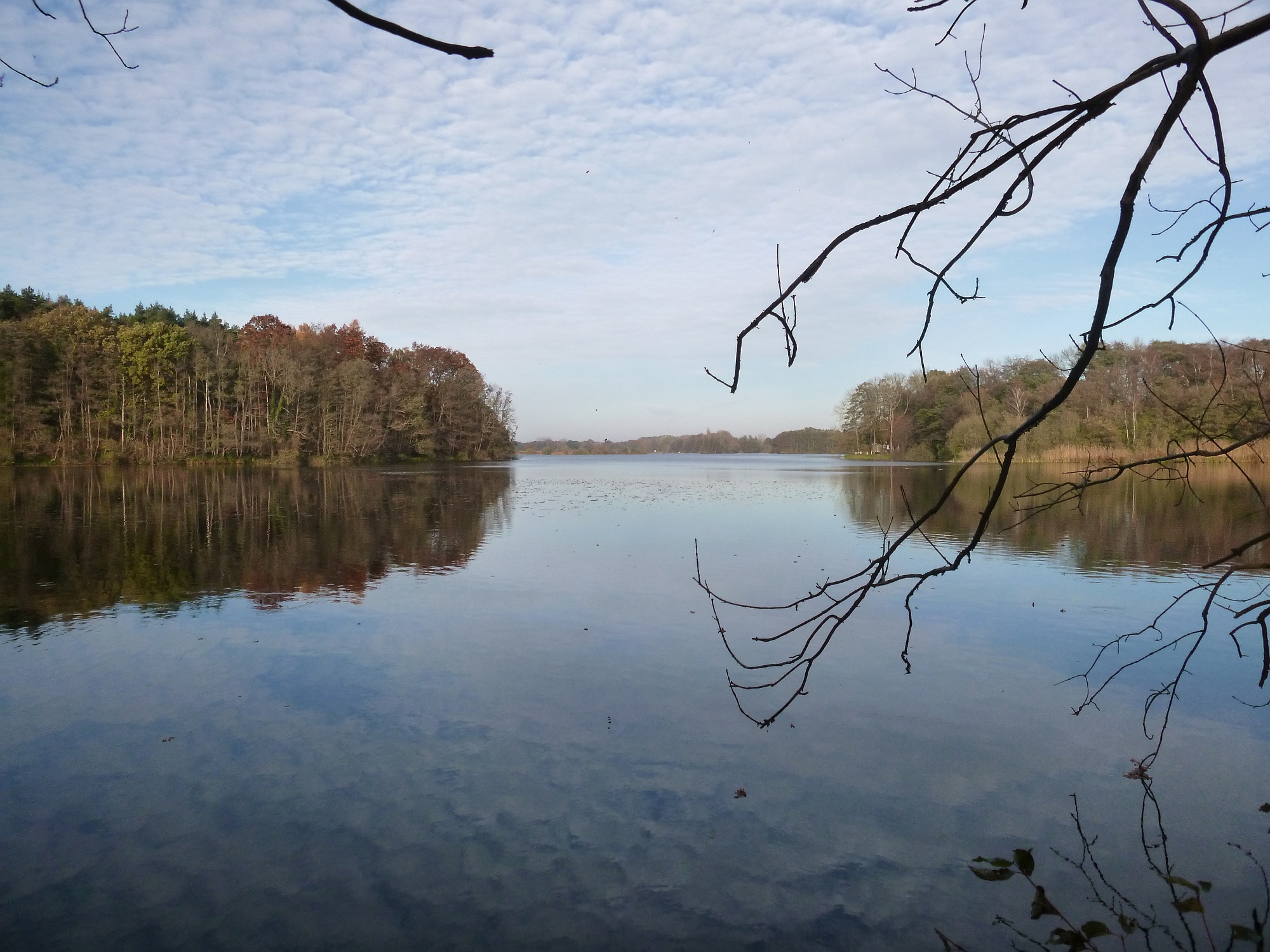
朗根湖

朗根湖（德語：Langensee）是德國的湖泊，位於該國北部石勒蘇益格-荷爾斯泰因州，面積0.33平方公里，海拔高度22米，最大水深8米，湖水來自施文蒂讷河。